# 星のカービィ トリプルデラックス
『星のカービィ トリプルデラックス』（ほしのカービィ トリプルデラックス）は、任天堂から2014年1月11日発売のニンテンドー3DS用ゲームソフト。アメリカでは同年5月2日、ヨーロッパでは同年5月16日に発売。
また、本作のサブゲームから独立タイトルとなった『カービィファイターズZ』、『デデデ大王のデデデでデンZ』についても本項で解説する（#派生タイトルの節を参照）。

## 概要
『星のカービィシリーズ』初のニンテンドー3DS向けタイトルとして2013年10月1日の『Nintendo Direct 2013.10.1』にて発表された。前作『星のカービィ Wii』（以下、前作と表記）から約2年ぶりであり、携帯ゲーム機のメインシリーズ完全新作としては『星のカービィ 参上!ドロッチェ団』以来約7年ぶりである。ゲームシステムやグラフィックは主に前作をベースにしている。

## システム
3DSの奥行きのある立体視を利用した、画面の奥や手前に移動したり、奥から敵やトラップが攻撃・出現するなど『星のカービィ64』でも見られた立体感を利用した仕掛けが用意されている。カービィがゲーム画面に叩きつけられるなどの第四の壁を使った演出も行われる。3DSの傾き感知センサーを利用して3DS本体を傾けて操作するギミックも多数存在する。セーブファイルは3つある。
各レベルのボスステージ、および各レベルのエクストラステージに行くには、各ステージにいくつかあるサンストーンを指定された数以上入手しなければならない。今作は形態が変化するボスキャラが多く、形態変化毎にポーズ時の解説が用意されているものが多い。その際にスペシャルページと表記されている。
今回新アクションとして『そのば回避』『空中回避』が追加された。
また、前作にあった『がんばりすいこみ』は名称こそ削除されたが、システムとしては残っており、ボタンの長押しで大きな敵やブロックなどをまとめて吸い込めるようになっている。
床の影で敵の位置を確認しながら進まないとカービィに接触する敵がわからない、頻繁に視点が切り替わるボス戦、初見者の意表をついた軌道の攻撃など、トリッキーな場面が多くシリーズの中では（慣れない間は）ダメージを食らいやすい場面が多い。そのためカービィの初期残機が今までのシリーズより多めに設定されていたり、残機を増やしやすい構成になっており、リスタート地点がチェックポイント制ではなく倒されたその場からになっている。

## ストーリー
いつもどおりの平和なプププランドのある朝、カービィの家が謎のツタによって夜中の内に空中に吊り上げられてしまった。寝起きの状態でそれに気づいたカービィはデデデ城も自分の家と同じ状況になっているのを見て慌てて城に向かう。すると、城の中に謎の敵・タランザが潜入し、衛兵のワドルディもろともデデデ大王を不思議な力で無力化し、デデデ大王を連れ去ってしまう。デデデ大王を助けるために、カービィは家や城を吊り上げた巨大な植物「ワールドツリー」を登って「浮遊大陸 フロラルド」へと向かう。

## 登場キャラクター
カービィ
声 - 大本眞基子、石田聡（マイク能力3回目発動時）
本作の主人公。タランザにさらわれたデデデ大王を救うため、浮遊大陸フロラルドへ向かう。
また、本物の「下界の勇者」である。
デデデ大王
声 - 熊崎信也
プププランドの大王。今回は突然城に現れたタランザにさらわれてしまう。
序盤から中盤にかけては無力化のままタランザに連れていかれる姿を幾度も晒すこととなるが、終盤にはタランザに魔術で操られレベル6のボス「マスクド・デデデ」としてカービィと戦うことになる。
実はタランザにさらわれたのは、タランザが本来さらうべき相手であるカービィをデデデ大王と間違えたためであった。
セクトニア戦では天空の民の手助けでカービィをセクトニアの元に連れて行く役目や、最終決戦ではセクトニアに捕まったカービィを助けるためにタランザと協力して救出したりと活躍する。その際、タランザとは和解した模様。その後はタランザに連れられ、カービィらと共に下界のプププランドへと向かった。
ミニゲーム「大王のデデデでデン」と「デデデでゴー!」では主役を務め、配信製の「カービィファイターズZ」では最終ボスである『チームDDD』を率いる。
タランザ
本作の敵でデデデ大王をさらった謎の男。手が6つあり、クモのような姿をしている。語尾は「〜のね」。魔法だけでなく「あやつりの魔術師」という肩書きどおりレベル6・ロイヤルロードにて、デデデ大王を操って戦いを挑んでくる。
実は真の黒幕であるセクトニアの部下で命により、「下界の勇者」であるカービィをさらい、操って下界を征服するつもりだったが、デデデ大王をカービィと間違えてさらってしまい、カービィに倒され初めてデデデ大王をカービィと間違ってしまっていたことに気づく。その際、セクトニアに助けを請うが、セクトニアに「使えぬ愚か者などいらぬ」と言われ、魔術で吹き飛ばされてしまう。最終決戦内にて、暴走したセクトニアを止めるため、デデデ大王と協力してセクトニアに捕まったカービィを助け出し、きせきの実を与える。
最終決戦後はカービィたちとは和解した様で、天空の民と共にカービィとデデデ大王をプププランドの元へと連れて帰った。
今回の「カービィマスター!」のムービー内にて彼が一番前の席に座っている。
天空の民
声 - 安藤浩和
フロラルドに住んでいる妖精のような姿をした住民たち。セクトニアには「無能な民」と言われ、レベル6・ロイヤルロードのステージ5にて多くの住民たちが捕らわれている。
長い間セクトニアの横暴に苦しめられており、下界に助けを呼び「下界の勇者」であるカービィに導くために一粒の種を投げ捨てたことが今回プププランドに「ワールドツリー」が出現した原因となった。
最終決戦ではカービィとデデデ大王にセクトニアを倒すために協力する。その後はタランザと共にカービィとデデデ大王、カービィの家を持って下界のプププランドへ向かった。
クィン・セクトニア
声 - 大本眞基子
今作のラスボス。フロラルドの支配者である巨大なハチのような姿（この姿は操りの魔法で手に入れた姿であり、本来の彼女の姿はタランザと同じ蜘蛛である。『ロボボプラネット』でクローンセクトニアを撃破した後や、『スターアライズ』のストーンのバリエーション、『Wii デラックス』のなりきりおめんなどでその姿を確認できる）の女性で、タランザを支配下に置き、天空の民に圧政を強いていた一連の事件における黒幕。詳しくは「大ボス」を参照。

### 雑魚キャラクター

#### これまでの作品に登場したキャラクター
ワドルディ
ブロントバート
ブリッパー
グランク
コモ
チップ
ソアラ
カブー
キャピィ
ブルームハッター
グリゾー
スカーフィ
スクイッシー
マンビーズ
パクト
ゴルドー
シャッツォ
ブレイドナイト（ソード）
ナックルジョー（ファイター）
チリー（アイス）
ポピーブロスJr.（ボム）
フォーリー（ボム）
サーキブル（カッター）
ワドルドゥ（ビーム）
スパーキー（スパーク）
ホットヘッド（ファイア）
ウィリー（ホイール）
バードン（ウィング）
チック（ニードル）
パラソルワドルディ（パラソル）
ロッキー（ストーン）
ツキカゲ（ニンジャ）
ピアス（スピア）
ランゼル（スピア）
ウィッピィ（ウィップ）
ウォーキー（マイク）
ノディ（スリープ）
サーチス（クラッシュ）

#### 新たに登場するキャラクター
グランディ
セクトルディ
セクトラバート
セクトラナイト
セクトラゴルドー
セクトラシューター
パクフラーワ
パラソルセクトルディ（パラソル）
ビートリー（ビートル）
ディングル（ベル）
ファニーロバッツ（サーカス）
スパイナム（スナイパー）

### 中ボス
各レベルのEXステージや「デデデでゴー!」に出現する中ボスは名前の後に「DX」が付いており、より強力になっている。さらに、体力が半分以下になると奥行きを使った技を繰り出してくる。また、ブロッキーとグランドウィリーはデザインが新しく変更されている。
ミスター・フロスティ（アイス）
これまでのシリーズに登場したアザラシのような敵。
氷ブロックの投擲攻撃や体当たりのほかに『2』のように冷気を吹いて攻撃してくる。
ヘルメホーン（ビートル）
ビートリーをそのまま大きくしたような敵。
角による突進や翅で空を飛んでカービィを追いかける。また、突進をよけると画面端に突き刺さってしばらくの間動けなくなる。
ブロッキー（ストーン）
石のブロックの敵で、本作に登場するのは『3』以来である。
押しつぶし攻撃や体当たりのほか、本作では新たに石化して攻撃を防いだり、体を巨大化させて画面奥からの押しつぶしなどを行う。
グランドウィリー（ホイール）
ウィリーをそのまま大きくしたような敵で、本作に登場するのは『ウルトラスーパーデラックス』以来である。
体当たりのほかに、本作では回転しながら排気ガスを噴かして身を守ったり、ボルトやナットを飛ばしたり、空中からの体当たりを行う。また、体当たりをよけると横転してしばらくの間動けなくなる。
ギガントエッジ（ソード）
前作に登場した緑の鎧をまとった敵。
攻撃パターンは前作と同じだが、本作から大剣をブーメランのように飛ばして攻撃してくる。
前作から引き続き登場した中ボスはギガントエッジと下記のボンカースだけである。
ボンカース（ハンマー）
これまでのシリーズにも登場したハンマーを持った敵。
ジャイアントスイングで画面の奥や手前に突進する攻撃が追加されたことを除けば、攻撃パターンは前作と同じ。
フレイムガルボロス（ファイア）
炎のような角とまゆ毛を持つ、濃い顔の恐竜。
鼻から炎を噴射してくるほか、直進してくる溶岩を吐くこともある。

### 大ボス
各ボスは一定のサンストーンを集めなければ戦うことができない。また、「デデデでゴー!」「真 格闘王への道」では、名前の後に「DX」が付いており、強化されている。
ウィスピーフラワーズ
レベル1・ファインフィールドのボス。
フロラルドの道端に生えていた花にタランザが魔法をかけて誕生した。
植物でありながら地面を離れて移動することができ、後半では画面の奥に移動して遠くから根っこで攻撃してくる。
ウィスピーウッズと外見が酷似しているが、DXのポーズ画面の解説文によると「関係は不明」とのこと。
ストーリーモード内では3度もカービィの前に立ちはだかる。3度目の対戦となる中ボスとの連戦では最後の相手として立ちふさがるが、ビッグバンすいこみにより体力ゲージバー諸毎吸い込まれる。
ペインシア
レベル2・ロリポップランドのボス。
不思議な絵筆で描かれた名もなき絵画。アトリエで人知れず眠っていたが、長い年月を得てタランザの魔法によって命を持ち実体化した。現実世界を憎んでおり復讐を誓っている。
ペイントで画面を見えなくしたり、後半は絵を描いて実体化させることができる（ただしドロシアと違って複数の絵を描いた際に一枚だけ実体化しない）。
強化体のペインシアDXは黒と紫を基調とした色に変わり、さらに帽子にもウェーブがかかって魔女らしさが増している。
『タッチ!カービィ』に登場したドロシアの姉妹であることがポーズ画面の解説文から推測できる。
クラッコ
レベル3・オールドオデッセイのボス。おなじみの雲のボス。
タランザが足止めのために呼びよせた。
体当たりや落雷、雲からワドルドゥやボルト、タライ、大砲などを出し、後半はトゲのドリル攻撃や画面全体の落雷など、今までと比肩してもシリーズ屈指の激しい攻撃をしてくる。
ストーリーモードでのポーズ画面では「空のあばれんぼう」という肩書きがあり、フロラルドもクラッコのテリトリー（縄張り）とのこと。また、天空のエネルギーが味方して強大なパワーを持っていると説明されている。ポーズ画面の説明で「この世に空と雲がある限り、決して消滅しない」という不死身であることを仄めかすような一文があり、カービィに何度倒されても消滅しないことが新たに判明した。
ミニゲーム「カービィファイターズ!」にも攻撃ギミックのキャラとして登場。
トグ・ロ・ガラーガ
レベル4・ワイルドワールドのボス。
太古の昔より平和のシンボルとして天空の民に崇められているヘビの巨像。タランザのあやつりの魔法によって悪しき心と命が吹き込まれた。
ボディは幾つもの黄金のパーツで守られており、顔にしかダメージを与えられない。
回転しながら突進してきたり、画面外から何度も咬みついてくる。
ヴォルゲロム
レベル5・エバーエクスプロージョンのボス。
火山帯に生息するカエルのような魔物。
タランザが足止めのために石をぶつけて怒らせ、カービィに襲わせた。
カエルのようにジャンプし、舌で攻撃してくる。後半は画面奥から溶岩を吹き出したり、岩石を落として攻撃する。
ストーリーモードのポーズ画面では溶岩をお風呂がわりで、DXのポーズ画面の解説文では岩石と溶岩を食料にしていると解説されている。
マスクド・デデデ
レベル6・ロイヤルロードのボス。
タランザのあやつりの魔法で操られ仮面をつけたデデデ大王。
『ウルトラスーパーデラックス』の「大王の逆襲」で使用していたニューデデデハンマーを使用する。一度倒すと第二形態の「マスクド・デデデ リベンジ」になり、巨大なアクスを装備してそれを振り回し、タランザも奥から協力して攻撃してくる。
ストーリーモードでは倒すとクィン・セクトニアとの戦いが始まる。また「デデデでゴー!」及び「真 格闘王への道」には登場しない。
クィン・セクトニア
ストーリーモードのラストボス。
ロイヤルロードで一度戦闘となり、レベル7・エターナルドリームランドにて最終決戦となる。
ハチの姿をしたフロラルドの女王。一人称は「わらわ」で、自分のことを「万物の女王」と言う。絶世独立な性格で常に相手を見下した態度を取る。
自分の圧政に対して天空の民が下界に助けを呼ぼうとしていたことを知ってタランザに「下界の勇者」であるカービィを連れてくるように命令した。だが、タランザはカービィのことを知らなかったため間違えてデデデ大王を連れてきてしまったうえに、カービィに操ったデデデを倒されて追い詰められ助けを請うタランザを、使えない愚かな部下はいらないと見限り、魔術の攻撃で遠くへ吹き飛ばした。
初戦では魔術を使って瞬間移動しつつ杖から電撃を放ったり、その杖を変化させた剣を振り回したり、巨大なカッターを召喚して攻撃する。体力を一定までに減らすと、巨大な紅い宝石を召喚し、戦いの場をそちらに移す。ここからは昆虫のような敵キャラも出現させる。さらに体力を減らすと、2本の杖で宝石を破壊し（この時宝石の中央にいると、杖が当たりダメージを受けてしまう）、最初に戦っていた場所へと戻される。ここからはさらに多数の幻影を出しながら4回斬りかかる攻撃もしてくる。
一度倒すとあやつりの秘術でワールドツリーに寄生し、木の根を星全体に伸ばしてポップスター全体を自分の物にしようとする。前哨戦となるセクトニア ヴァイン（ツタ）との戦いは3DSの傾き感知センサーを使用したシューティング（的当て）で、倒すと最終決戦へと進む。
最終決戦の第1形態ではワールドツリーに寄生した力でセクトニア フラワードという触手で攻撃してくる。最初は2つのセクトニア フラワードが出現するが、後半になるとセクトニア フラワードが4つになり、そのセクトニア フラワードをブレードや砲台といった武器に変化させてカービィを攻撃する。セクトニア フラワード自体を攻撃しなければダメージを与えられない。
第2形態はついにカービィを捕らえるが、デデデ大王とタランザに邪魔をされ、更にきせきの実でビッグバンの能力を得たカービィとの対決になる。最後は自身のビーム攻撃をカービィのビッグバンすいこみに吸い込まれ、それを吐き出しで当てられ塵となった。
ストーリーモードではマスクド・デデデと合わせて連戦することになる（初回のみ。クリア後はマスクド・デデデかクィン・セクトニアのどちらかを選べる）。
セクトニア ヴァインのポーズ画面の解説文では「セクトニアの一族はあらゆる生物に寄生し、乗り移ることで支配して来た」と説明されており、DXのポーズ画面の解説文では「かつてはタランザと仲が良かったが、美と支配に取り憑かれてからは徐々に心を醜くさせ「妖艶の悪女」となった」ことが説明されている。
公式のMiiverseでは元は虫の側近と似たような姿をしていたが、側近のタランザが鏡の国から盗んできたディメンションミラーを献上し、心を歪めていったことが明かされている。
後続の作品では、彼女本来のものと思われるタランザに酷似した姿が登場している。
ブラックデデデ
「デデデでゴー!」で戦うボス。
デデデ大王の心の闇が具現化した存在で、女王の間に飾られていた謎の鏡から出現した。
基本的にマスクド・デデデの強化版で、黒い弾を撃つ攻撃「ベリィブラックマター」が追加された。その際、「上にいればある程度攻撃を回避できる」というカービィシリーズでの定型戦略を逆手に取った上側への攻撃（ホーミングではなく固定）もしてくる。体力が半分になるとマスクド・デデデ リベンジと同じくアクスを使う。
ポーズ画面の解説文では「ブラデ」という略称が付けられている。
ダークメタナイト（表記上は「ダークメタナイト リベンジ」）
「デデデでゴー!」のラストボス。『鏡の大迷宮』でカービィと対峙したメタナイトの影。
鏡の中に封印されて以来たまっていた怨念を晴らすべく、デデデ大王に勝負を挑んでくる（しかしダークメタナイトはシリーズで一度もデデデ大王と接触していない）。
戦法は『鏡の大迷宮』の時の剣撃に加え、こちらの攻撃に呼応してガードを取って来る。後半になると地面から多数の刃を同時に出現させたり、宙に浮かべた3つの鏡面に自身の分身を写してそこから攻撃してくるといった技も追加され、『鏡の大迷宮』の時よりもかなりの強敵となっている。
ポーズ画面の解説文では「最強の戦士の最強の影」と説明されている。
ムービー「カービィマスター!」にも登場。
セクトニア ソウル
「真・格闘王への道」の最後に戦うボスであり、実質本作のラストボス。クィン・セクトニア（第二形態）の強化版。
セクトニアが4つのきせきの実をその身に取り込んだことで誕生した。体が世界の支配と美への執念だけによって動かされているゾンビのような状態であり、すべてを失いただ美を執着し暴走する悲愴な骸と化している。意識も誰かが自分を呼んでいることを微かに感じ取れる程度にしか残っていない。
そのため本人も非常に苦しんでおり「夜が明ける前に解放してほしい」という趣旨の言葉をポーズ画面の解説文で訴えている。
第1形態(セクトニアフラワードを操る形態)と第2形態（ストーリーモードとは別個。頭と羽のみ）に分かれており、第2形態は過去のソウル系ボスと酷似した技を使う（ドロシアソウルのデッドリー サン、マルクソウルのスプラッシュマルクなど）。
実は幾度となく他者への寄生を繰り返した結果、自分の本当の姿がわからなくなってしまっていたことが第2形態のポーズ画面の解説文で判明する（セクトニアが長年にわたって生き続けていたのはそのためである）。

### ミニゲームに登場するキャラクター
ロロロ&ラララ（カービィファイターズ!）
ステージ「キャッスルロロロ」に登場する。ブロックやゴルドーを持って出てくる。
リック、クー、カイン（カービィファイターズ!）
カービィの仲間。ステージ「クーの森」に登場する。リックはバーニング、クーはカッターで攻撃してくる。カインは攻撃してこないが、いずれも触れただけでダメージをうける。
シャドーカービィ（カービィファイターズ!）
声 - 大本眞基子
『星のカービィ 鏡の大迷宮』に登場したカービィの写し身。カービィファイターズ!（「ひとりで」）の最終戦に登場し、プレイヤーと同じコピー能力で戦う。体色や目のデザインが変更されている。
ムービー「カービィマスター!」にも観客として登場。
バウンシー（大王のデデデでデン）
レベル1・レベル2・エクストラに登場。
ソドリィ（大王のデデデでデン）
レベル3とエクストラに登場。

### その他のキャラクター
バンダナワドルディ
ストーリーモードに登場する頭にバンダナを巻いたワドルディ。本編では回復アイテム、すれちがい通信でカービィにキーホルダーを渡したりなどをする。「デデデでゴー!」にも同様の役割で登場。
ムービー「カービィマスター!」にも観客として登場。
ユーフォー
ゴールゲームに登場。到達した場所によってくれるアイテムが異なる。
メタナイト
今作は本編には登場しないが、キーホルダーなどの一部にて登場している。
ムービー「カービィマスター!」にも観客として登場。
マルク
『星のカービィ スーパーデラックス』に登場した敵。ストーンの変身パターンの1つとして登場。
ムービー「カービィマスター!」にも観客として登場。
ダークゼロ
『星のカービィ 参上! ドロッチェ団』に登場した暗黒の支配者。ストーンの変身パターンの1つとして登場。
ギャラクティックナイト
『星のカービィ ウルトラスーパーデラックス』に登場したかつて銀河最強だった戦士。
ムービー「カービィマスター!」にも観客として登場。
アミーボ・アモーレ
『毛糸のカービィ』に登場した編み棒の兄弟。レアキーホルダーに登場。
ランディア
『星のカービィ Wii』に登場した4匹のドラゴン。ペインシアが描いた絵から登場。口から炎を吐く。
マホロア
『星のカービィ Wii』に登場した謎の旅人。レアキーホルダーに登場。また、あるステージでは絵画として出演している。
ムービー「カービィマスター!」にも観客として登場。「デデデでデンZ」ではめかくしフラッグを持って登場した。

## 冒険の舞台
本作の舞台はプププランドの上空にある「浮遊大陸 フロラルド」。頭文字をつなげると「FLOWERED」になる。ボスステージを除く各ステージには「サンストーン」が1～3個あり、これを集めることでボスステージに行けるようになる。エリア内の通常ステージですべてのサンストーンを集めると、そのエリアの総まとめ的な高難易度ステージであるEXステージが解放される。EXステージにもサンストーンがある。
ボスを倒すと「グランドサンストーン」と呼ばれる大きいサンストーンが手に入る。グランドサンストーンの力でワールドツリーが成長し、次のレベルに行けるようになる。
レベル1 ファインフィールド
レベル2 ロリポップランド
レベル3 オールドオデッセイ
レベル4 ワイルドワールド
レベル5 エバーエクスプロージョン 
レベル6 ロイヤルロード
レベル7 エターナルドリームランド

## キーホルダー
ステージのさまざまな場所にカービィの歴史が詰まったキーホルダーが隠されている。ゴールすると獲得したキーホルダーが判明する。キーホルダーは全256種類あり、ニンテンドー3DSのゲームコインで購入したり、すれちがい通信で交換することも可能。また、通常のキーホルダーとレアキーホルダーの2種類があり、レアキーホルダーは各ステージのどこかに隠されている。

## サブゲーム
サブゲームのうち、『カービィファイターズ』と『大王のデデデでデン』はそれぞれ新しい要素を追加し、2014年7月23日に3DSダウンロードソフト『カービィファイターズZ』、『デデデ大王のデデデでデンZ』として単独ゲーム化された。また、『カービィファイターズ2』がNintendo Switchで2020年9月24日に発売された。

### カービィファイターズ!
コピー能力を用いてカービィ同士が対戦するゲーム。プレイ人数は1〜4人。使用できるコピー能力はソード、カッター、ビーム、パラソル、ハンマー、ボム、ウィップ、スナイパー、ファイター、ニンジャの全10種類。
ストーリーモードと比較すると、体力ゲージが2本分（黄緑→青）、ダメージを受けた時の無敵時間が短い、ホバリングに限界時間がある、ガードには耐久力が設定されており、何度も使うと破られてしばらく気絶するなどの相違点がある。
体力が0になるとゴーストカービィに変身し、他のプレイヤーに攻撃すると復活できる。なお、元々は『星のカービィ 参上!ドロッチェ団』に登場したコピー能力である。

#### モード
モードは以下の3つが用意されている。
ひとりで
コンピュータを相手に7戦勝ち抜くモード。
難易度は「やさしい」「ふつう」「むずかしい」「めちゃむず」の4つから選択可能。
各戦ごとでランダムでステージ、相手のコピー能力、対戦形式（一対一の戦いから4人同時の対戦など）が変化する。
7戦目では、シャドーカービィがプレイヤーと同じコピー能力で戦う。
クリアするまでの時間が計られていて、タイムアタック的な要素もある。
すべてのコピー能力をクリアすることで、達成率が上昇する（難易度は問わない）。
みんなで
ワイヤレス通信を使い、最大4人のプレイヤーと対戦をするモード。
ソフトが一本しかなくてもダウンロードプレイで対戦することができるが、その際ソフトを所有していないプレイヤーの選べるコピー能力がソード、カッターの2種類のみとなる。Wifiによる対戦は未実装。
ハンデ(ダメージの大きさなど)の調整や、オプションからアイテムの量、ステージギミック、ゴーストカービィの有無など、細かいルールを事前に決定することができる。
トレーニング
一人で練習するためのモード。
各コンピュータの強さ（「めちゃあま」「あまい」「ふつう」「キビシイ」「めちゃキビ」の5種類から選択）、コピー能力、ステージを任意で設定することができる。

### 大王のデデデでデン
デデデ大王を操作するリズムアクションゲーム。ティンパニの床をデデデがトランポリンを渡り歩く要領で移動しつつ、上空の「おんぷコイン」を障害物を避けながら回収し、更にジャンプの頂点で「うらうち」をして、ハイスコアを目指す。
デデデは自動でジャンプし続けており、ドラムの着地に合わせてAボタンを押すと高くジャンプすることができる。連続でジャンプに成功した場合は高度が上がる。ジャンプの頂点でAボタンを押すとデデデがタンバリンを鳴らしてうらうちをする。ノーダメージやコイン全回収、うらうちを欠かさず行うことができればスコアにボーナスが入る。穴に落下するか、残り時間（2分間）や体力が尽きるとゲームオーバーとなる。

#### レベル
遊べるステージ（レベル）は4つあり、過去作の楽曲のアレンジ版が流れる。
グリーングリーンズ
レベル1。最初から遊べる。
激突!グルメレース
レベル2。レベル1をクリアすると出現する。
デデデ大王のテーマ
レベル3。レベル1をクリアすると出現する。
異空ヲカケル旅人
エクストラ。他の3つのレベルでゴールドメダルを取ると出現する。これのみ新規アレンジではなく、『星のカービィ 20周年スペシャルコレクション』の原曲を使用している。制限時間は1分45秒間、体力も3と難易度が高い。

### デデデでゴー!
ストーリーモードをクリアすると遊べる。『星のカービィ 夢の泉デラックス』、『ウルトラスーパーデラックス』に登場した「メタナイトでゴー!」および「メタナイトでゴーDX」のデデデ大王バージョン。クリアするまでの時間が計られていて、タイムアタック的な要素もある。
デデデ大王を操作してストーリーモードをアレンジしたステージをプレイするモード。本編でカービィがビッグバンを得て進む箇所はすべてカットされている。各モード間でのみセーブが可能（1つのモードの中ではセーブできない）。セーブするとセーブポイントに到達したタイムが記録される。
ステージの至る所にワープホールが存在し、これに入ることでショートカットができる。
デデデ大王の攻撃手段はコピー能力のハンマーとほぼ同じだが全体的に強化されており、ハンマーの衝撃波で攻撃する「ハンマーショット」が追加されている。杭を打つことはもちろん、一部の技で紐を切ったり、導火線への着火や、炎ブロックの消火も可能。
ボスは名前の後に「DX」が付くなど全体的に強化されており、さらにクィン・セクトニアDX戦後はブラックデデデ、そしてダークメタナイト リベンジと戦うなどの変更点がある。

### 格闘王への道
ストーリーモードをクリアすると遊べる。
ストーリーモードのボスと連続で戦うモード。全10ラウンド制。
ラウンド8以降は必ず、マスクド・デデデ/マスクド・デデデ リベンジ→クィン・セクトニア→クィン・セクトニア（最終決戦・第1形態）の順に戦うことになる。
休憩所に置かれているマキシムトマトのうち、1つはアシストスターとなっており、そのまま持ち込んでボス戦中に回復するということが可能となっている。
このモードではセクトニア ヴァイン、「ビッグバンすいこみ」でクィン・セクトニア（最終決戦・第2形態）と戦う場面がカットされている。

#### 真 格闘王への道
「デデデでゴー!」と「格闘王への道」をクリアすると遊べる。
「デデデでゴー!」のボスおよび、本モード限定のボスと戦うモード。全11ラウンド制。
ラウンド8以降は必ず、クィン・セクトニアDX→ブラックデデデ→ダークメタナイトリベンジ→セクトニア ソウルの順に戦うことになる（上記のボスは「四天王」と呼ばれる）。
休憩所に置かれているマキシムトマトが4つとも普通のトマト（通常の食べ物に比べると回復量は比較的多め。元気ドリンクより少し回復量が少ないといった程度）に変更されている（マキシムトマト入りのアシストスターは残されている）うえ、休憩所に2つ設置されているコピーのもとの1つが必ずスリープになっているなど、難易度は非常に高い。

## ゴールゲーム
通常ステージをクリアするとできる。大砲に入ったカービィを飛ばし、ポイントスターと食べ物を獲得するゲーム。
貰えるポイントは1位は30ポイント、2位は15ポイント、3位は10ポイント、4位は5ポイント、5位は3ポイント、6位は1ポイント、7位は0ポイントとなっている。また、7位だと踊り終わった後にカービィがしょんぼりとした顔を見せ、1位だとマキシムトマトとキーホルダーが1つ貰える。
『夢の泉デラックス』『Wii』と同じく、7→6→5→4→3→2→1の順番にカービィを飛ばすと1UPを30個獲得できる。

## 派生タイトル
本作のサブゲームのうち、『カービィファイターズ!』と『大王のデデデでデン』は内容をパワーアップさせた上で、単独のタイトルとして3DSダウンロードソフトとして配信された。また、前者についてはNintendo Switch向けに続編も配信されている。

### カービィファイターズZ
『カービィファイターズZ』は、ハル研究所が開発し、任天堂より2014年7月23日に配信されたニンテンドー3DS用ダウンロードゲーム。
サブゲーム『カービィファイターズ!』をパワーアップさせた作品であり、基本的なゲーム内容はそちらを参照。

#### 相違点
- 「ひとりで」のラスボスがチーム・DDDとなった。
- ステージの数が増えた（後述）。
- チーム戦が実装された。くちうつしで回復も可能。「ひとりで」では一部のバトルに導入されているが、自分と相方の双方が倒されない限り負けにはならない。
- チーム戦限定アイテム「チーム合体砲」が登場。1人で持っている時は小さい弾を自動で連射するが、チーム全員が入手すると合体して強力な攻撃ができる。
- 各能力に着せ替えできる「レア・のうりょくぼうし」の要素が追加された。難易度を問わず特定の能力でクリアすれば入手可能。
- シャドーカービィはボスとして登場しない代わりに、能力を問わず「めちゃむず」をクリアすればカラーバリエーションとして選べるようになる。
- 『トリプルデラックス』のすれ違い通信のデータがあると、特典として「ビートル」と「ベル」のコピー能力が新たに追加されるほか、新しいステージとして「ワドルディトレイン」が追加される。

### デデデ大王のデデデでデンZ
『デデデ大王のデデデでデンZ』（デデデだいおうのデデデでデンZ）は、ハル研究所が開発し、任天堂より2014年7月23日に配信されたニンテンドー3DS用ダウンロードゲーム。
サブゲーム『大王のデデデでデン』をパワーアップさせた作品であり、基本的なゲーム内容はそちらを参照。

#### 相違点
- コース数が4コースから14コースに増えている（後述）。
- ギミックの種類が増えている。
- デデデ大王に「おめん」をつける新要素が追加。『カービィファイターズZ』と同様に『トリプルデラックス』のすれ違い通信のデータがあると、特典としてカービィ、ワドルディ、メタナイトのおめんがもらえる。また、おもてエクストラをクリアするとマスクド・デデデのおめん、うらエクストラをクリアするとタランザのおめんがもらえる。
- 穴に落ちても即死にはならず、ダメージを受けるだけになった。

#### 曲一覧
すべてのコースを金メダル以上にすると、うらステージが解禁される。
レベル1 浮遊大陸の花畑
『星のカービィ トリプルデラックス』のファインフィールド・ステージ1及びステージ2、オールドオデッセイ・ステージ1で流れる曲。
レベル2 はずんでデンデン♪
『星のカービィ トリプルデラックス』のロリポップランド・ステージ1で流れる曲。
レベル3 奥のカガミで笑う影
『星のカービィ トリプルデラックス』のロリポップランド・ステージ4、ワイルドワールド・ステージ3で流れる曲。
レベル4 とびだせ！奥へ手前へボスバトル
『星のカービィ トリプルデラックス』の通常ボス戦で流れる曲。
レベル5 シティトライアル：街
『カービィのエアライド』の曲。
レベル6 戦艦ハルバード：甲板
『星のカービィ スーパーデラックス』の「メタナイトの逆襲」の曲。
エクストラ CROWNED
『星のカービィ Wii』のラスボス、マホロア（第2形態）戦の曲。
うらエクストラ CROWNED：Ver.2
うらステージを金メダル以上にすると解禁される、「CROWNED」の新規アレンジ。

### カービィファイターズ2
『カービィファイターズZ』の続編として、Nintendo Switch用ダウンロードソフトとして2020年9月24日に配信された。